# 上海绿道

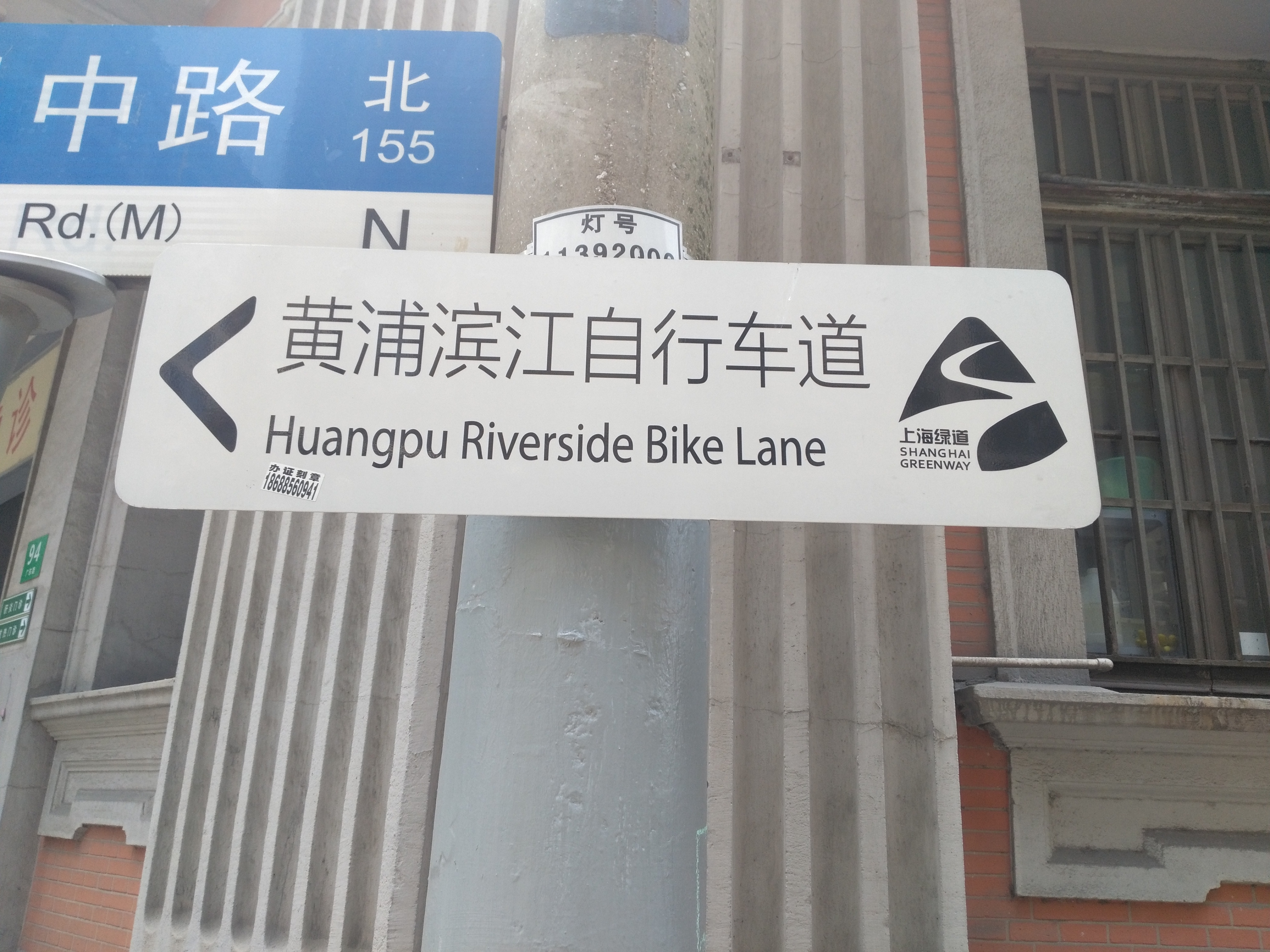
黄浦滨江自行车道

上海绿道是中国上海市的一条绿道，分為市级绿道、区级绿道和社区级绿道。它遍佈苏州河、黄浦江沿岸等區域。 2015年，上海启动《上海绿道专项规划（2035）》的编制。2016年发布《上海市绿道建设导则（试行）》并发布上海绿道LOGO和标识系统。截至2022年，上海绿道总长达1300多公里。

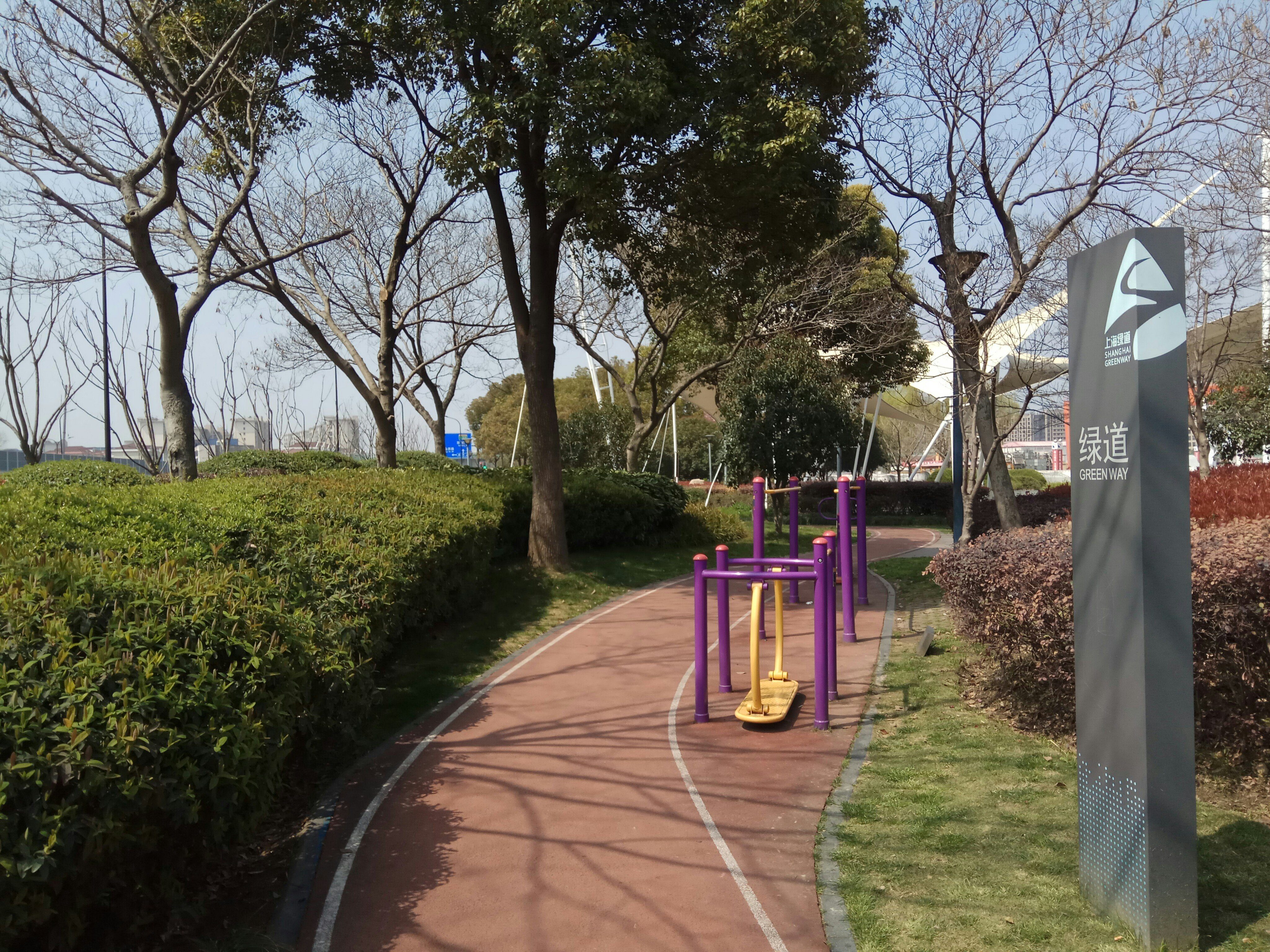
上海绿道